# Жжёные Ракиты
Жжёные Ракиты — исчезнувший посёлок в Благовещенском районе Алтайского края. Располагался на территории современного Шимолинского сельсовета. Точная дата упразднения не установлена.

## География
Располагался в 6 км к юго-западу от посёлка Мельниковка.

## История
Основан в 1913 году. В 1928 г. посёлок Жжёные Ракиты состоял из 71 хозяйства. В составе Мельниковского сельсовета Знаменского района Славгородского округа Сибирского края.

## Население
В 1926 году в посёлке проживало 363 человека (192 мужчины и 171 женщина), основное население — украинцы